# نفت سفید

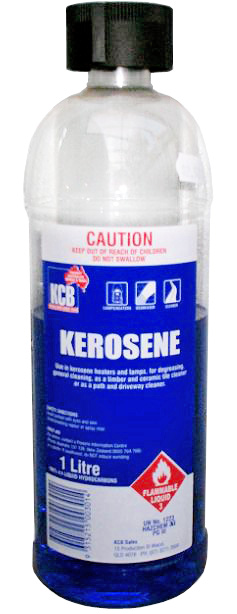
یک بطری آبی‌رنگ که دربرگیرنده نفت چراغ است.

نفت سفید، نفت چراغ یا کِروزِن (به انگلیسی: Kerosene) یکی از ترکیبات نفتی و مواد سوختی است. نفت سفید در گذشته کاربرد گسترده‌ای در بخش خانگی به عنوان سوخت وسایل گرمایشی و پخت‌وپز داشت که امروزه در بسیاری از نقاط با گاز شهری و گاز مایع جایگزین شده‌است.
قدیمی‌ترین متنی که روش استحصال نفت سفید از نفت خام را توضیح داده، نوشته محمد بن زکریای رازی دانشمند ایرانی است. وی که بیشتر عمرش را در بغداد به عنوان شیمیدان و پزشک می‌گذراند در «کتاب الاسرار» دو روش را برای تولید نفت سفید توضیح داده است. نفت سفید در آن زمان در چراغ‌های نفتی معروف به «نفاطه» برای تولید گرما و روشنایی استفاده می‌شد.
در جنوب شرقی آسیا، بریتانیا و آفریقای جنوبی به این ماده پارافین گفته می‌شود؛ نفت چراغ، هیدروکربنی قابل اشتعال به صورت مایع است. واژه کروزن (به انگلیسی: Kerosene) که در انگلیسی به جای نفت چراغ به کار می‌رود، از واژه یونانی کروس (به معنای موم) گرفته شده و برای نخستین بار به عنوان یک نشان بازرگانی توسط آبراهام گنسر بکار رفته است.
نفت چراغ بیشتر به عنوان سوخت هواپیماهای دارای موتور جت (سوخت جت) و برخی راکت‌ها بکار می‌رود اما در مواردی به عنوان سوخت گرمایشی و آتش‌بازی‌ها نیز از آن استفاده می‌شود. در بخش‌هایی از آسیا که نفت چراغ جزو یارانه‌های دولتی است، آن را به عنوان سوخت موتور قایق‌های کوچک ماهیگیری به کار می‌برند.
با توجه به کمتر بودن جِرم حجمیِ نفت سفید نسبت به آب، در فرآیند استخراج مواد معدنی مانند مس (چون به عنوان حلالِ آلی مس را از فاز آبیِ اولیه جدا می‌کند)، سدیم، پتاسیم و روبیدیم از نفت سفید استفاده می‌شود.
نفت سفید گاهی در زبان گفتاری به نادرستی و کوتاهی نفت خوانده می‌شود.

## ویژگی‌ها
نفت سفید (Kerosene) برشی است از نفت خام که گستره جوش آن پس از بنزین قرار گرفته است و شامل هیدروکربن‌های ۱۰ تا ۱۵ کربنه می باشد. نقطه ۶۵ درصد تقطیر این برش باید کمتر از ۲۵۰ درجه سانتی گراد و نقطه جوش ۸۰ درصد آن نیز پایین‌تر از ۲۸۵ درجه سانتیگراد باشد. این فرآورده در حالت طبیعی بی‌رنگ و با توجه به تصفیه‌های ویژه‌ای که روی آن انجام می‌گیرد، فاقد هرگونه بوی تند و نامطبوع است.
نفت چراغ ماده‌ای با چگالی ۰٫۷۸ تا ۰٫۸۱ g/cm۳، سبُک و شفاف است که به وسیلهٔ هیدروکربن‌ها شکل می‌گیرد. این ماده با روش تقطیر جزء به جزء نفت در درجه ۱۵۰ تا ۲۷۵ درجه سانتی‌گراد به دست می‌آید و در نتیجه این کار زنجیره‌های کربنی با یکدیگر ترکیب می‌گردند که در هر مولکول ۶ تا ۱۶ اتم کربن موجود است.
نقطه اشتعال نفت چراغ میان ۳۷ تا ۶۵ درجه سانتی‌گراد (۱۰۰ تا ۱۵۰ درجه فارنهایت) و دمای اشتعال خودکار آن ۲۲۰ درجه سانتی‌گراد (۴۲۸ درجه فارنهایت) می‌باشد.